# Peter Skoggård
Peter Skoggård, född 4 juli 1988 i Luleå, är en svensk före detta professionell ishockeymålvakt.
Skoggård var reservmålvakt i Luleå HF säsongen 2007-08.